# Nawaz Sharif
Mian Muhammad Nawaz Sharif (urdu: میاں محمد نواز شریف, ur. 25 grudnia 1949 w Lahaurze) – pakistański polityk, lider Pakistańskiej Ligi Muzułmańskiej (Nawaz), czterokrotny premier Pakistanu: od listopada 1990 do kwietnia 1993, od maja do lipca 1993, od lutego 1997 do października 1999 oraz od czerwca 2013 do lipca 2017.
Nawaz Sharif jest synem Muhammada Sharifa, pakistańskiego biznesmena, współzałożyciela takich przedsiębiorstw jak Ittefaq Group, czy Sharif Group. Po ukończeniu studiów prawniczych (ze stopniem Bachelor of Laws) na University of the Punjab, Nawaz Sharif podjął pracę w rodzinnym Ittefaq Group.
Zajął się też polityką, początkowo lokalną, w 1981 roku został ministrem finansów w rządzie prowincji Pendżab, a w 1985 roku jej premierem. W 1990 roku prezydent Ghulam Ishaq Khan wykorzystał zapis w konstytucji, pozwalający mu zdymisjonować rząd, jeśli uzna go za nieefektywny lub skorumpowany, doprowadzając do odwołania premier Benazir Bhutto. Nowym premierem został Nawaz Sharif, jako lider Pakistańskiej Ligi Muzułmańskiej.
Program ekonomiczny jego rządu zakładał szereg reform gospodarczych, w tym prywatyzację przedsiębiorstw państwowych. Odrzucił apele USA o zawieszenie pakistańskiego programu jądrowego, motywując to koniecznością zabezpieczenia się przed bronią nuklearną Indii oraz trwającym sporem o Kaszmir. Doprowadziło to do wstrzymania amerykańskiej pomocy finansowej.
W 1993 roku rząd Sharifa został zdymisjonowany w podobny sposób, jak poprzednio rząd Benazir Bhutto. Objęła ona funkcję premiera, a Sharif przeszedł do opozycji. Po raz kolejny został premierem w 1997 roku, po wyborach spowodowanych kolejną dymisją rządu Bhutto. W tym okresie doprowadził do zmian, uniemożliwiających tak łatwe dymisjonowanie rządu. Rozpoczął też działania zmierzające do ograniczenia władzy prezydenta i wojska. Pod koniec roku 1997 zablokował próbę mianowania pięciu dodatkowych sędziów Sądu Najwyższego, co doprowadziło do ustąpienia ze stanowiska prezydenta Farooqa Leghariego.
Sytuacja ekonomiczna Pakistanu była ciężka, w związku z sankcjami ekonomicznymi nałożonymi przez państwa zachodnie. Sharif popadł w konflikt z dowódcą armii Pervezem Musharrafem, który w 1999 roku przeprowadził zamach stanu, doprowadzając do aresztowania Sharifa i skazania go na dożywotnie więzienie. W 2000 uzgodniono zamianę kary na nakaz opuszczenia Pakistanu na 10 lat. Sharif wyszedł z więzienia i wyjechał do Arabii Saudyjskiej.
W 2007 roku pakistański Sąd Najwyższy orzekł, że Nawaz Sharif ma prawo do powrotu do kraju. Po przyjeździe został on jednak aresztowany i ponownie deportowany do Arabii Saudyjskiej. Pod koniec listopada 2007, Pervez Musharraf wyraził zgodę na powrót Sharifa, który przygotowywał się do wyborów parlamentarnych. Po śmierci Benazir Bhutto, jej mąż Asif Ali Zardari, jeden z liderów Pakistańskiej Partii Ludowej podpisał z Sharifem, reprezentującym Pakistańską Ligę Muzułmańską porozumienie o utworzeniu rządu koalicyjnego. Doprowadzili do ustąpienia Perveza Musharrafa ze stanowiska prezydenta, jednak rozmowy o wyborze jego następcy doprowadziły do wyjścia Sharifa z koalicji. W wyborach prezydenckich w 2008 roku zwyciężył Asif Ali Zardari.
W 2009 zniesiono zakaz działalności politycznej Sharifa, utrzymywany od oskarżenia go o próbę porwania w 1999 roku. Po wyborach w 2013 roku, ponownie został premierem Pakistanu.
28 lipca 2017 w procesie związanym z aferą Panama Papers Sąd Najwyższy pozbawił go prawa do pełnienia funkcji publicznych. Tego samego dnia Sharif podał się do dymisji.
Jego brat Shehbaz także został premierem Pakistanu w 2022.